# Simaetha broomei
Simaetha broomei är en spindelart som beskrevs av Zabka 1994. Simaetha broomei ingår i släktet Simaetha och familjen hoppspindlar. Inga underarter finns listade i Catalogue of Life.